# Pere Gibert i Requesens
Pere Gibert i Requesens (La Pobla de Montornès, 15 de febrer de 1888 - Barcelona, 9 d'octubre de 1966) fou un futbolista català dels anys 1910.

## Trajectòria
Conegut amb el sobrenom del Grapes, Pere Gibert jugava a la posició de porter. Fou considerat el millor porter català de la seva època i un dels primers grans ídols de l'Espanyol.
Començà a jugar a l'Ibèric, d'on passà al FC X, club on fou tres cops campió de Catalunya entre 1903 i 1908.
Jugà al RCD Espanyol entre 1909 i 1916, essent substituït a la porteria per Ricard Zamora, jugador de qui en fou descobridor i mestre. Al club blanc i blau coincidí amb homes com Francesc Bru, Emili Sampere, Armet Kinké, Armet Pacan o Àngel Ponz i guanyà dos campionats de Catalunya els anys 1911-12 i 1914-15. El 8 d'octubre de 1916 se li va retre un homenatge, al costat del també jugador Emili Sampere, en un partit que enfrontà el primer i el segon equip de l'Espanyol.
Jugà amb la selecció de Catalunya entre 1910 i 1916. Destacà també com atleta, essent campió en proves de llançament de disc i de pes. També va practicar de forma ocasional el rugbi i va participar en el primer partit d'un equip espanyol íntegrament format per espanyols en el qual es van enfrontar el CD Espanyol (actual RCD Espanyol) i el Patrie, format per un combinat de jugadors francesos residents a Espanya.

## Palmarès
FC X
- Campionat de Catalunya:
  - 1905-06, 1906-07, 1907-08

RCD Espanyol
- Campionat de Catalunya:
  - 1911-12, 1914-15